# Eva Marková
Eva Marková (* 22. prosince 1949 Haňovice) je česká astronomka, bývalá ředitelka Hvězdárny v Úpici a bývalá předsedkyně České astronomické společnosti.
Eva Marková vystudovala na Matematicko-fyzikální fakultě Univerzity Karlovy fyziku, specializaci astronomie a astrofyzika.
V roce 1976 začala pracovat na Hvězdárně v Úpici, kde se o deset let později stala ředitelkou. Zde se zabývala převážně sluneční astronomií a vlivem Slunce na Zemi. V rámci této činnosti zkoumala sluneční korónu při úplných zatměních Slunce. Od roku 1990 zorganizovala několik expedic za zatměními Slunce. Kromě toho se věnovala také popularizaci astronomie a výuce mládeže.
Do České astronomické společnosti vstoupila v roce 1976, stala se členkou Východočeské pobočky, v níž působí dosud a také členkou Sluneční sekce, kde řadu let vykonává funkci předsedkyně. Mezi lety 2004 a 2010 byla historicky první předsedkyní České astronomické společnosti. Od roku 2013 působí jako předsedkyně její revizní komise. Rovněž byla předsedkyní rady Hvězdáren a planetárií.
Kromě astronomie se věnuje též cestování a sportu.